# Шалинское
Ша́линское — село в Красноярском крае, административный центр Манского района и Шалинского сельсовета. Основано в середине XVIII века.

## География
Село расположено в северных окраинах отрогов Восточных Саян между реками Шалинка и ручьём Каменным перед их впадением в Есауловку на высоте около 380 метров над уровнем моря.

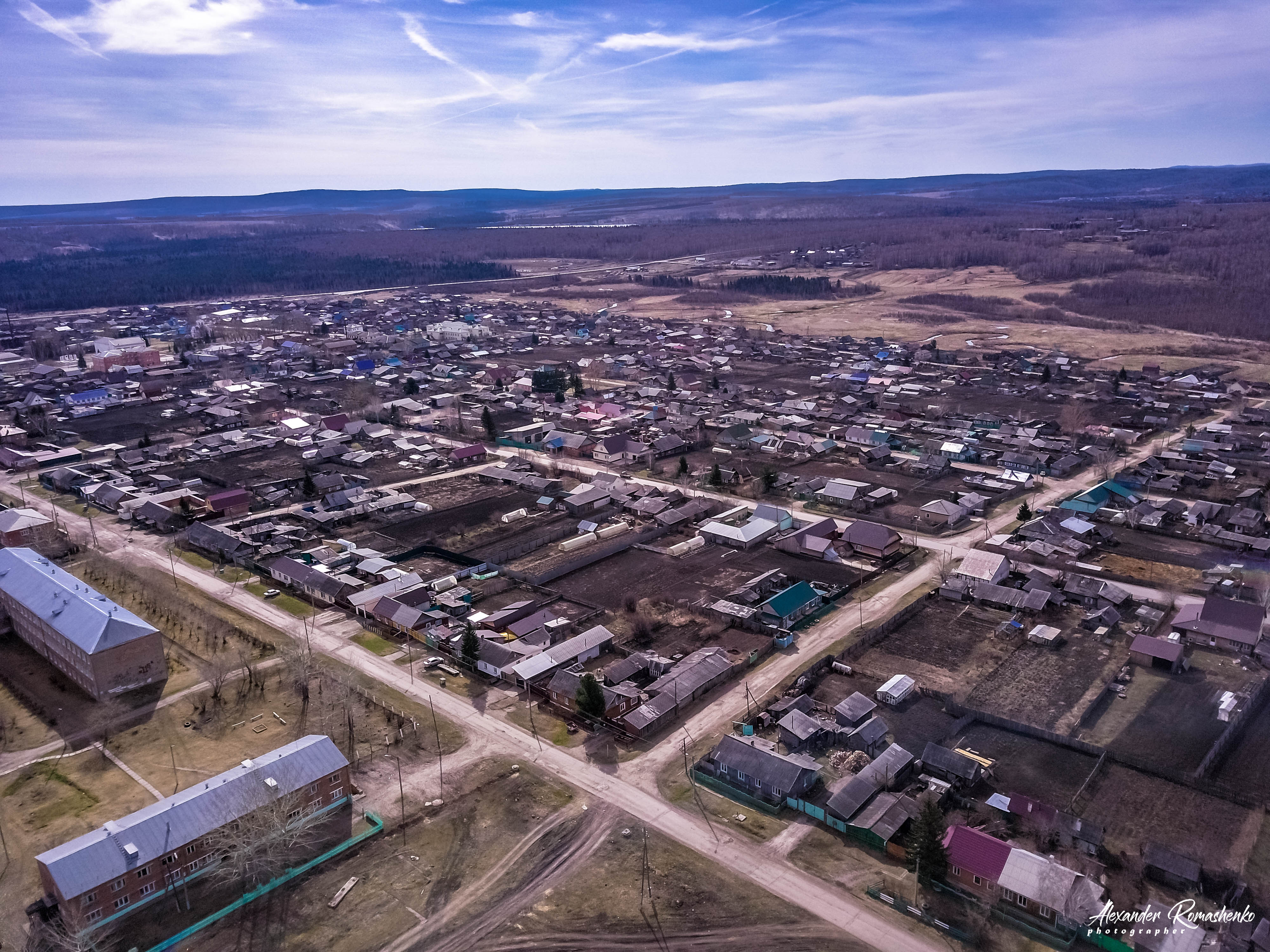
Посёлок Шалинское с высоты 100 метров.

## Население
| 1939 | 1959  | 1970  | 1979  | 1989  | 2002  | 2010  |
| ---- | ----- | ----- | ----- | ----- | ----- | ----- |
| 2970 | ↗3477 | ↗4058 | ↗4092 | ↗5115 | ↘4264 | ↘3932 |

## Транспорт
Через село проходит автомобильная дорога 04К-029 Саяны (Минусинск — Кускун), имеющая в 30 км от села выход на трассу Р255 Сибирь (877 км).
В 5 км от села расположен аэродром Манский, обслуживающий самолёты Ан-2 и Як-52 красноярского авиационно-спортивного клуба ДОСААФ.
В 12 км севернее села находится железнодорожная станция Камарчага (4178,5 км Транссибирской магистрали, участок Зыково — Уяр).